# Rasa de Cal Poma
La Rasa de Cal Poma és un torrent afluent per l'esquerra de la Canal de l'Embut, a la Vall de Lord

## Descripció
Neix a l'Obaga del Pla del Bosc, al vessant oriental del Tossal d'Estivella i menys d'un centenar de metres al sud-est del naixement de la Rasa de Coma Furosa. De direcció predominant Cap a les 4 del rellotge, travessa el sector de la Cabanella passant a prop de Cal Miquel de Muntanya (150 m. de la seva riba esquerra) i desguassa a la Canal de l'Embut almenys de 250 metres al sud-est de Cal Poma

## Municipis que travessa
Tot el seu recorregut el realitza pel terme municipal de la Coma i la Pedra.

## Xarxa hidrogràfica
La xarxa hidrogràfica de la Rasa de Cal Poma està integrada per un total de 2 cursos fluvials : la mateixa rasa i un afluent per l'esquerra. La suma de la longitud d'ambdós corrents és de 4.137 m.